# Colômbia nos Jogos Olímpicos de Verão de 1964
A Colômbia competiu nos Jogos Olímpicos de Verão de 1964 em Tóquio, Japão.

## Resultados por Evento

### Ciclismo
Estrada Masculino
- M. E. Rodriguez — 4:39:51.78 (→ 45º lugar)
- Pablo Hernández — 4:39:51.75 (→ 53º lugar)
- Rubén Gómez — 4:39:51.79 (→ 67º lugar)
- Mario Esco — did not finish (→ sem classificação)